# Merti
Merti est un woreda du centre-est de l'Éthiopie situé dans la zone Arsi de la région Oromia. Il a 90 408 habitants en 2007. Son chef-lieu est Abomsa.

## Situation
Situé à l'extrémité nord de la zone Arsi, au sud de l'Awash, Merti est limitrophe des zones Misraq Shewa et Mirab Hararghe qui le séparent de la région Afar. Il est entouré dans la zone Arsi par les woredas Aseko, Guna et Jeju.
Son chef-lieu, Abomsa, est à environ 1 600 m d'altitude sur la route reliant Arboye et Bole,.

## Histoire
Au XXe siècle, le woreda fait partie de l'awraja Amba Gugu dans la province de l'Arsi.
Tinsae Birhan, la capitale administrative de cet awraja, pourrait être un ancien nom d'Abomsa ?[à vérifier].
Le woreda se rattache à la zone Arsi de la région Oromia en 1995 lors de la réorganisation du pays en régions. 
L'Atlas of the Ethiopian Rural Economy montre l'étendue du woreda au début des années 2000 alors que Merti englobait encore son actuel voisin méridional Guna et s'étendait au nord jusqu'à la région Afar.
Le woreda Guna se détache de Merti probablement en 2007.
La pointe nord de l'Arsi, encore visible sur la carte administrative dans les années 2010, se détache ensuite de Merti pour rejoindre la zone Mirab Hararghe et le woreda Anchar (en).

## Population
Au recensement national de 2007, le woreda compte 90 408 habitants dont 16 % de citadins avec 14 655 habitants à Abomsa. La majorité des habitants du woreda (61 %) sont musulmans, 38 % sont orthodoxes et 1 % sont protestants.
En 2022, la population du woreda est estimée à 136 272 personnes avec une densité de population de 156 personnes par km2 et 872 km2 de superficie.